# Pythia reeveana
Pythia reeveana is een slakkensoort uit de familie van de Ellobiidae. De wetenschappelijke naam van de soort is voor het eerst geldig gepubliceerd in 1853 door Pfeiffer.